# 圣阿芒蒙龙
圣阿芒蒙龙（法語：Saint-Amand-Montrond，發音：[sɛ̃t‿amɑ̃ mɔ̃ʁɔ̃] ⓘ），法国中部城市，中央-卢瓦尔河谷大区谢尔省的一个市镇，同时也是该省的一个副省会，下辖圣阿芒蒙龙区，其市镇面积为20.17平方公里，2022年1月1日时人口数量为9,690人，在法国市镇中排名第1,081位。
圣阿芒蒙龙位于谢尔省南部，谢尔河右岸，是距离法国本土地理几何中点最近的副省会城市，历史上长期为两个独立的村落，现代则是一个区域性的工商业中心，多条公路在此交汇。

## 地名来源
根据当地官方网站的描述，圣阿芒蒙龙一名当中的“圣阿芒”来源于当地公元7世纪时一处为纪念天主教圣人“阿芒”所建的教堂，该圣人出生于南特地区，曾前往法国多个地区及佛兰德进行传教。“蒙龙”则来源于当地的一处小山丘，“mont”和“rond”在现代法语中分别意为“山”和“圆形”。
在中文Google地图以及部分汉语资料中，Saint-Amand-Montrond被按照字面拼写误译为“圣阿芒蒙特龙”，事实上“Montrond”中的“t”不发音。

## 历史

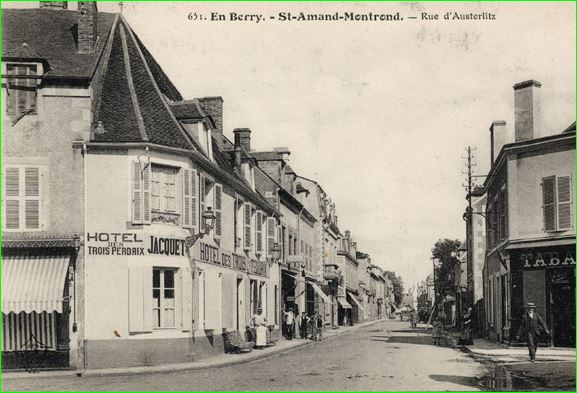
20世纪初的圣阿芒蒙龙街景

圣阿芒蒙龙境内曾发现高卢-罗马时期的人类活动遗迹。公元七世纪左右，一名来自布尔日的隐士泰奥迪尔夫（Théodulphe）在此创建了一处天主教教会，其附近逐渐形成聚落。公元11世纪时，一座被称为“圣阿芒勒沙斯泰勒”（Saint-Amand-le-Chastel）的城池出现于马尔芒德河左岸，并建有城墙等设施。1266年，圣阿芒勒沙斯泰勒获得市镇自由贸易宪章。15世纪时，另一座位于谢尔河右岸的“圣阿芒苏蒙龙”（Saint-Amand-sous-Montrond）村落逐渐形成，圣阿芒苏蒙龙和圣阿芒勒沙斯泰勒分属于不同的领主，并长期处于商业竞争关系。得益于谢尔河水运之便，圣阿芒苏蒙龙在16世纪后获得快速发展，并逐渐代替了圣阿芒勒沙斯泰勒成为这一区域的经济及宗教中心。17世纪的投石党乱期间，圣阿芒苏蒙龙遭到严重破坏，在法兰西国王路易十四的要求下，当地的防御工事被拆除。法国大革命期间，圣阿芒苏蒙龙和圣阿芒勒沙斯泰勒被合并成为谢尔省的一个市镇，并被共和派更名为“利布尔瓦勒”（Libreval），其中“libre”和“val”分别意为“自由”和“山谷”，以该地组成的地区亦以其命名，1795年后更为现名，其间，当地还曾出现了一处火药工厂。19世纪中叶，随着贝里运河以及铁路的修建，当地出现了多处工业部门，成为一个区域性的工业中心。1944年7月21日，圣阿芒蒙龙被纳粹德军占领，当地的犹太人社团被法兰西民兵以及盖世太保清剿，66名犹太人被杀害。战后，圣阿芒蒙龙获得法国政府颁发的二战十字勋章。

## 地理

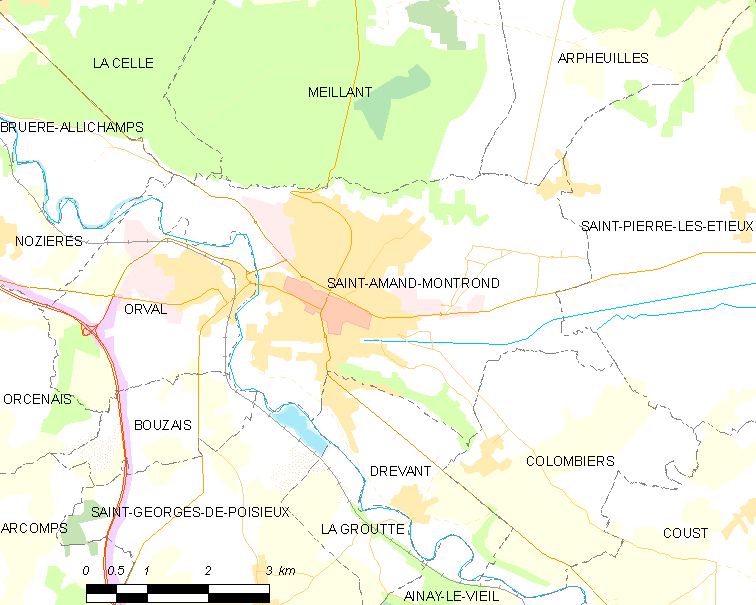
圣阿芒蒙龙市镇范围地图

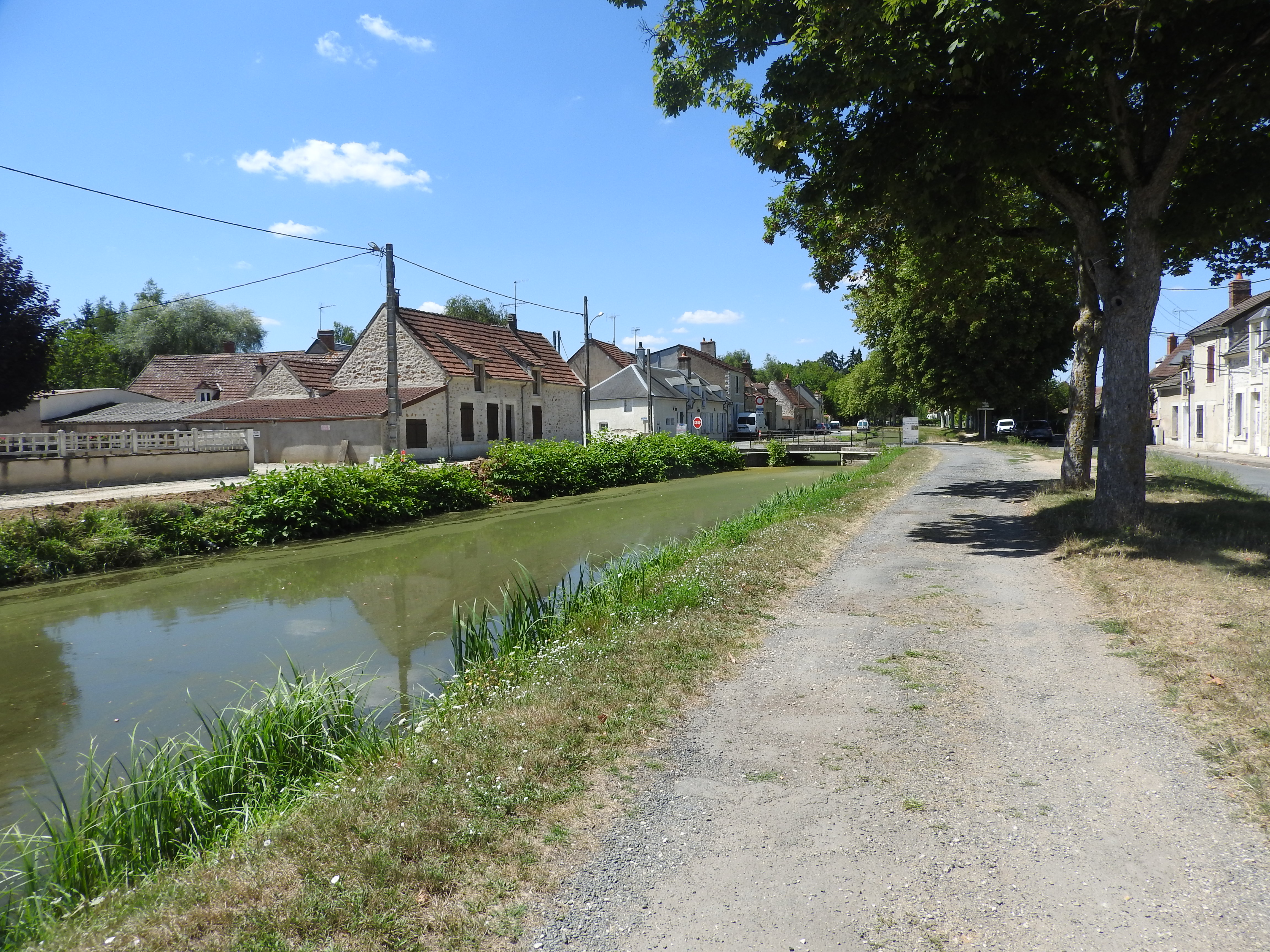
贝里运河圣阿芒蒙龙段

圣阿芒蒙龙位于法国中部，中央-卢瓦尔河谷大区东南部和谢尔省南部偏西，距离省会布尔日大约43公里。圣阿芒蒙龙是距离法国本土大陆地理中点最近的副省会城市，其附近区域被成为“上贝里”（Haut-Berry）地区。与圣阿芒蒙龙接壤的市镇包括：阿尔弗耶、布宰、布吕埃尔-阿利尚、拉塞勒、科隆比耶、德勒旺、梅扬、奥尔瓦勒、圣乔治德普瓦雪、圣皮埃尔莱塞蒂约。

### 地形
圣阿芒蒙龙位于贝里平原南部，境内以浅丘为主，市镇中心地势较为平坦，北部略有起伏，全境海拔在148到312米之间。

### 水文
谢尔河干流自南向北流经市区西部，另有马尔芒德河自东向西流经圣阿芒蒙龙市中心，属于卢瓦尔河水系。
人工开凿的贝里运河从圣阿芒蒙龙市区南部经过。

### 植被
圣阿芒蒙龙属于温带阔叶混交林区，市区内的主要绿地分布于河流附近以及市区西南部的蒙龙城堡周边，此外市区北部有大片天然森林分布。
在鲜花城市的评比中，圣阿芒蒙龙被评为3星级鲜花城市。

### 气候
圣阿芒蒙龙在柯本气候分类法中属于温带海洋性气候。
圣阿芒蒙龙境内设有气象站，以下为该气象站的数据（其中日照数据取自布尔日）：
| 圣阿芒蒙龙1981年－2019年 | 圣阿芒蒙龙1981年－2019年 | 圣阿芒蒙龙1981年－2019年 | 圣阿芒蒙龙1981年－2019年 | 圣阿芒蒙龙1981年－2019年 | 圣阿芒蒙龙1981年－2019年 | 圣阿芒蒙龙1981年－2019年 | 圣阿芒蒙龙1981年－2019年 | 圣阿芒蒙龙1981年－2019年 | 圣阿芒蒙龙1981年－2019年 | 圣阿芒蒙龙1981年－2019年 | 圣阿芒蒙龙1981年－2019年 | 圣阿芒蒙龙1981年－2019年 | 圣阿芒蒙龙1981年－2019年 |
| 月份                     | 1月                      | 2月                      | 3月                      | 4月                      | 5月                      | 6月                      | 7月                      | 8月                      | 9月                      | 10月                     | 11月                     | 12月                     | 全年                     |
| ------------------------ | ------------------------ | ------------------------ | ------------------------ | ------------------------ | ------------------------ | ------------------------ | ------------------------ | ------------------------ | ------------------------ | ------------------------ | ------------------------ | ------------------------ | ------------------------ |
| 历史最高温 °C（°F）      | 20.2 (68.4)              | 25.1 (77.2)              | 27.8 (82.0)              | 29.9 (85.8)              | 33.8 (92.8)              | 39.2 (102.6)             | 39.2 (102.6)             | 41 (106)                 | 35.4 (95.7)              | 29.2 (84.6)              | 24.1 (75.4)              | 19.2 (66.6)              | 41 (106)                 |
| 平均高温 °C（°F）        | 8 (46)                   | 9.8 (49.6)               | 13.6 (56.5)              | 16.4 (61.5)              | 21 (70)                  | 24.3 (75.7)              | 26.5 (79.7)              | 26.7 (80.1)              | 22.1 (71.8)              | 17.4 (63.3)              | 11.4 (52.5)              | 7.8 (46.0)               | 17.1 (62.8)              |
| 日均气温 °C（°F）        | 4.6 (40.3)               | 5.7 (42.3)               | 8.4 (47.1)               | 11 (52)                  | 15.3 (59.5)              | 18.5 (65.3)              | 20.4 (68.7)              | 20.5 (68.9)              | 16.4 (61.5)              | 12.8 (55.0)              | 7.8 (46.0)               | 4.7 (40.5)               | 12.2 (54.0)              |
| 平均低温 °C（°F）        | 1.2 (34.2)               | 1.6 (34.9)               | 3.3 (37.9)               | 5.5 (41.9)               | 9.6 (49.3)               | 12.7 (54.9)              | 14.4 (57.9)              | 14.3 (57.7)              | 10.7 (51.3)              | 8.2 (46.8)               | 4.1 (39.4)               | 1.5 (34.7)               | 7.3 (45.1)               |
| 历史最低温 °C（°F）      | −12 (10)                 | −13.3 (8.1)              | −11.4 (11.5)             | −3.5 (25.7)              | −0.1 (31.8)              | 4.7 (40.5)               | 7.2 (45.0)               | 5 (41)                   | 1.3 (34.3)               | −6.3 (20.7)              | −8.8 (16.2)              | −11.7 (10.9)             | −13.3 (8.1)              |
| 平均降水量 mm（）        | 56.8 (2.24)              | 51 (2.0)                 | 48.4 (1.91)              | 69.9 (2.75)              | 81.6 (3.21)              | 70.4 (2.77)              | 68.9 (2.71)              | 62.5 (2.46)              | 70.5 (2.78)              | 64.5 (2.54)              | 70.7 (2.78)              | 66 (2.6)                 | 781.2 (30.76)            |
| 月均日照時數             | 67.9                     | 88.6                     | 151                      | 175.7                    | 210                      | 224.9                    | 239                      | 232.7                    | 185.8                    | 124.5                    | 72.2                     | 55.3                     | 1,827.6                  |
| 来源：infoclimat.fr      |                          |                          |                          |                          |                          |                          |                          |                          |                          |                          |                          |                          |                          |

## 行政区划
圣阿芒蒙龙是法国中央-卢瓦尔河谷大区谢尔省的一个市镇，编号为18197，它也是谢尔省的一个副省会。圣阿芒蒙龙下辖圣阿芒蒙龙区，隶属于谢尔省第三选区，管理圣阿芒蒙龙县，同时也是法兰西之心市镇公共社区的办公驻地。
法国国家统计与经济研究所（简称）在进行数据统计时，将圣阿芒蒙龙及相邻的另外两个市镇设为圣阿芒蒙龙城市核心区，并将包括核心区在内的周边共22个市镇划为圣阿芒蒙龙城市区。自2020年起，圣阿芒蒙龙城市区被包含36个市镇的圣阿芒蒙龙城市辐射区代替。此外，还将圣阿芒蒙龙市镇分为了4个“块区”（IRIS），以便于统计人口分布情况。

## 交通

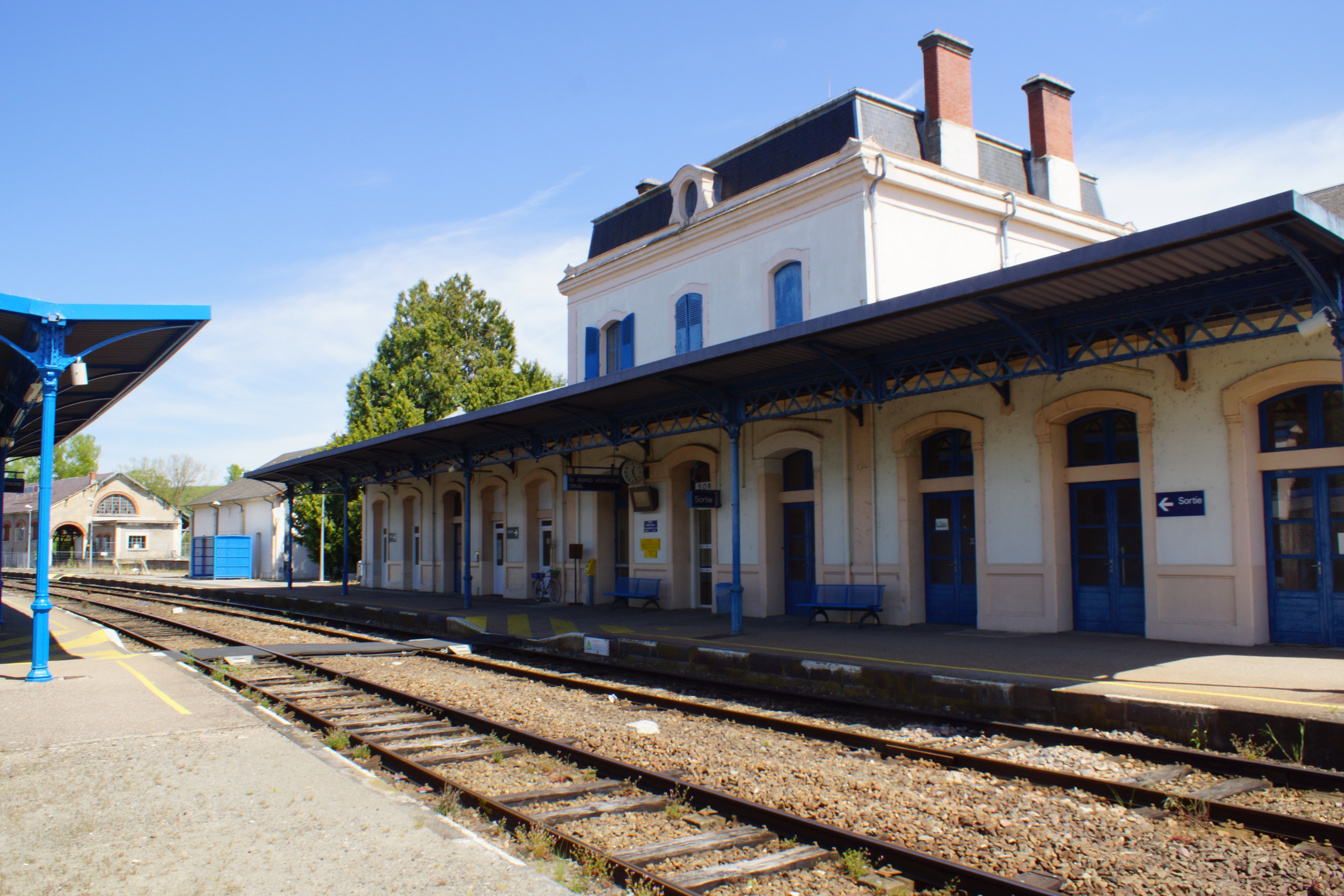
圣阿芒蒙龙-奥尔瓦勒站的站台

### 公路
法国A71高速公路的8号出入口位于圣阿芒蒙龙市区以西大约5公里处，此外多条谢尔省省道在圣阿芒蒙龙境内交汇，中央-卢瓦尔河谷大区下属的谢尔省城际客运提供150号城际巴士线路，可前往省会布尔日。
2017年，59.5%的圣阿芒蒙龙家庭拥有至少一辆私人汽车。2019年，圣阿芒蒙龙境内共发生各类交通事故2起，造成2人受伤。

### 铁路
布尔日－米耶卡兹铁路沿谢尔河左岸经过圣阿芒蒙龙附近。圣阿芒蒙龙-奥尔瓦勒站位于市区西部的奥尔瓦勒境内，步行前往圣阿芒蒙龙镇中心的正常时间在10分钟以内，该站停靠往返于布尔日和蒙吕松一线的区域列车，亦有部分班次可直达维耶尔宗。

### 航空
距离圣阿芒蒙龙最近的民用航空站为克莱蒙费朗欧纳机场，距离圣阿芒蒙龙市中心的公路里程约144公里。

### 城市公共交通
圣阿芒蒙龙城市公共交通（商业名称为）是当地的城市公共交通系统，由当地市政府提供，免费向公众开放。截至2021年7月，该系统共包括1条公交线路，路网覆盖了圣阿芒蒙龙市区内的主要街道和居民区。

## 政治

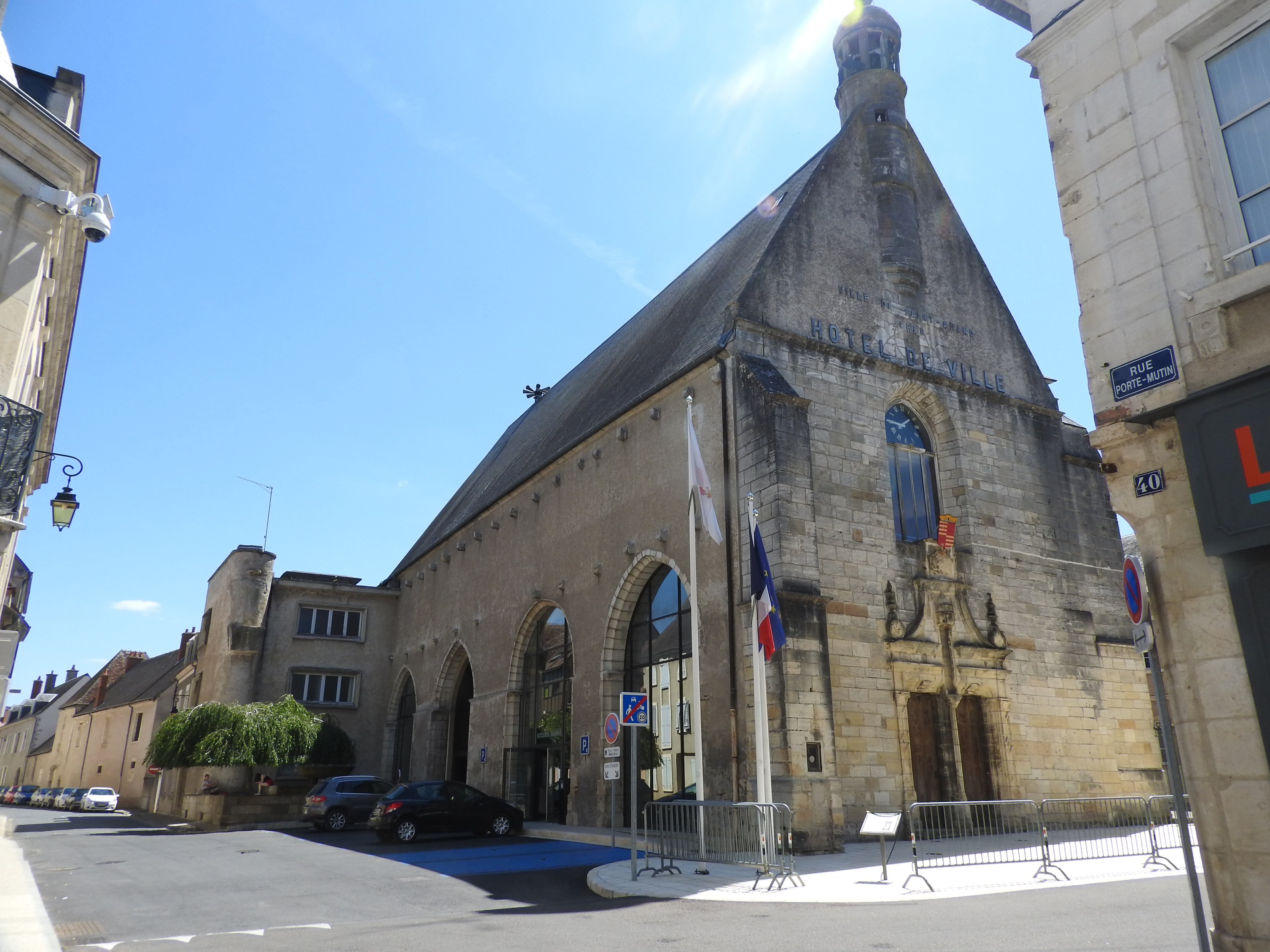
圣阿芒蒙龙市政厅

圣阿芒蒙龙的现任市长为埃马纽埃尔·里奥特先生（Emmanuel Riotte），他是共和党的一名成员，在2020年的市政选举中获得了55.58%的支持率。
在2017年的法国总统大选中，法国第25任总统埃马纽埃尔·马克龙在圣阿芒蒙龙获得了63.1%的支持率。
| 圣阿芒蒙龙历届市长 |                                   |                                    |
| 任期               | 市长                              | 党派                               |
| 1944年－1953年     | Lucien Mailliaud 吕西安·马约      | 不详                               |
| 1953年－1959年     | Jacques Pivoteau 雅克·皮沃托      | 不详                               |
| 1959年－1971年     | Jean-Marie Duron 让-马里·迪龙     | 不详                               |
| 1971年－1983年     | Maurice Papon 莫里斯·帕蓬         | UDR共和国保卫联盟 →RPR保衛共和聯盟 |
| 1983年－2007年     | Serge Vinçon 塞尔日·万松          | RPR保衛共和聯盟 →UMP人民运动联盟   |
| 2007年－2008年     | Geneviève Bobin 热纳维耶芙·博班   | 無黨籍                             |
| 2008年－2020年     | Thierry Vinçon 蒂耶里·万松        | UMP人民运动联盟 →LR共和黨          |
| 2020年－           | Emmanuel Riotte 埃马纽埃尔·里奥特 | LR共和黨                           |

## 人口
2018年，圣阿芒蒙龙市镇人口数量为9,531，在法国排名第1,081位。其中男性4,309人，女性5,128人，75岁及以上人口占15.6%，外籍人口数量为2,196人，人口密度为473人/平方公里，当地居民被称为（男性）或（女性）。2019年，圣阿芒蒙龙境内出生63人，死亡人口213人。
| 年份   | 1936  | 1946   | 1954   | 1962   | 1968   | 1975   | 1982   | 1990   | 1999   | 2006   | 2011   | 2016  | 2018  |
| ------ | ----- | ------ | ------ | ------ | ------ | ------ | ------ | ------ | ------ | ------ | ------ | ----- | ----- |
| 人口數 | 9,234 | 10,990 | 10,765 | 10,890 | 11,495 | 12,278 | 12,451 | 11,937 | 11,447 | 11,642 | 10,646 | 9,830 | 9,531 |

## 经济

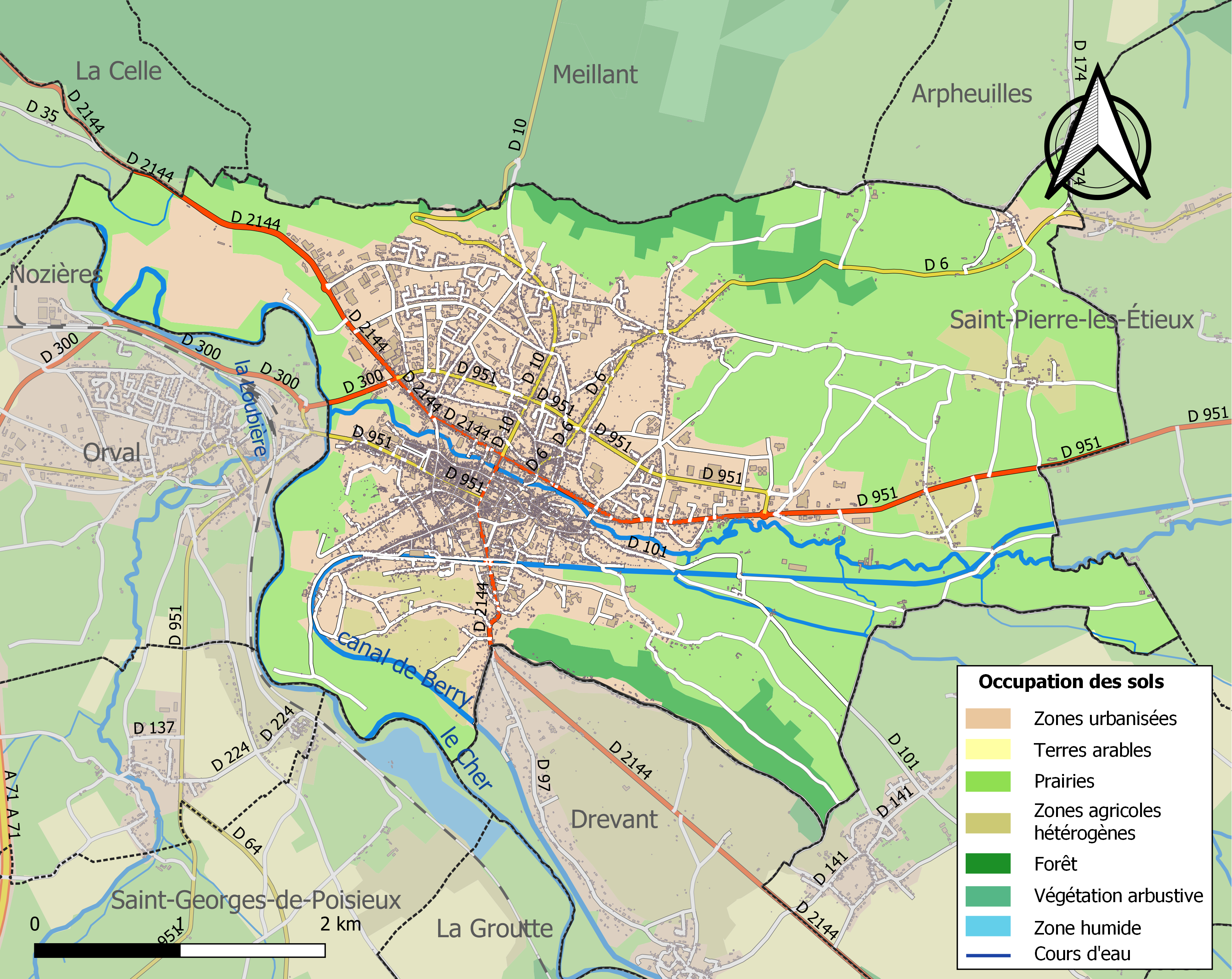
圣阿芒蒙龙土地利用情况地图

圣阿芒蒙龙是一个区域性的中心城市，截止2021年7月，当地共有各类用人单位1,143家，平均历史为17年，其中96.81%为中小型企业（PME）。（财政管理）、（大型零售）及（大型零售）是当地2019年营业额最高的三个企业，分别为113,516,722欧元、38,379,675欧元和30,152,230欧元。

## 财政收入
2019年，圣阿芒蒙龙的财政收入总额为17,568,200欧元，财政支出总额为15,838,200欧元，当年的债务总额为25,488,300欧元。2020年，圣阿芒蒙龙共获得3,543,922欧元的国家财政补助，比上一年减少了0.05%。
2017年，圣阿芒蒙龙的人均月收入总额为1,754欧元，其中高级职员为3,246欧元，低于法国平均水平（4,214欧元）；中级职员为2,147欧元，低于法国平均水平（2,353欧元）；普通职员为1,533欧元，亦低于法国平均水平（1,690欧元）。
2017年，圣阿芒蒙龙境内的青壮年（15至64岁）失业率为21.6%，当地43.9%的家庭拥有纳税资格，平均纳税1,910欧元，低于法国平均水平（3,888欧元）。

## 社会事务

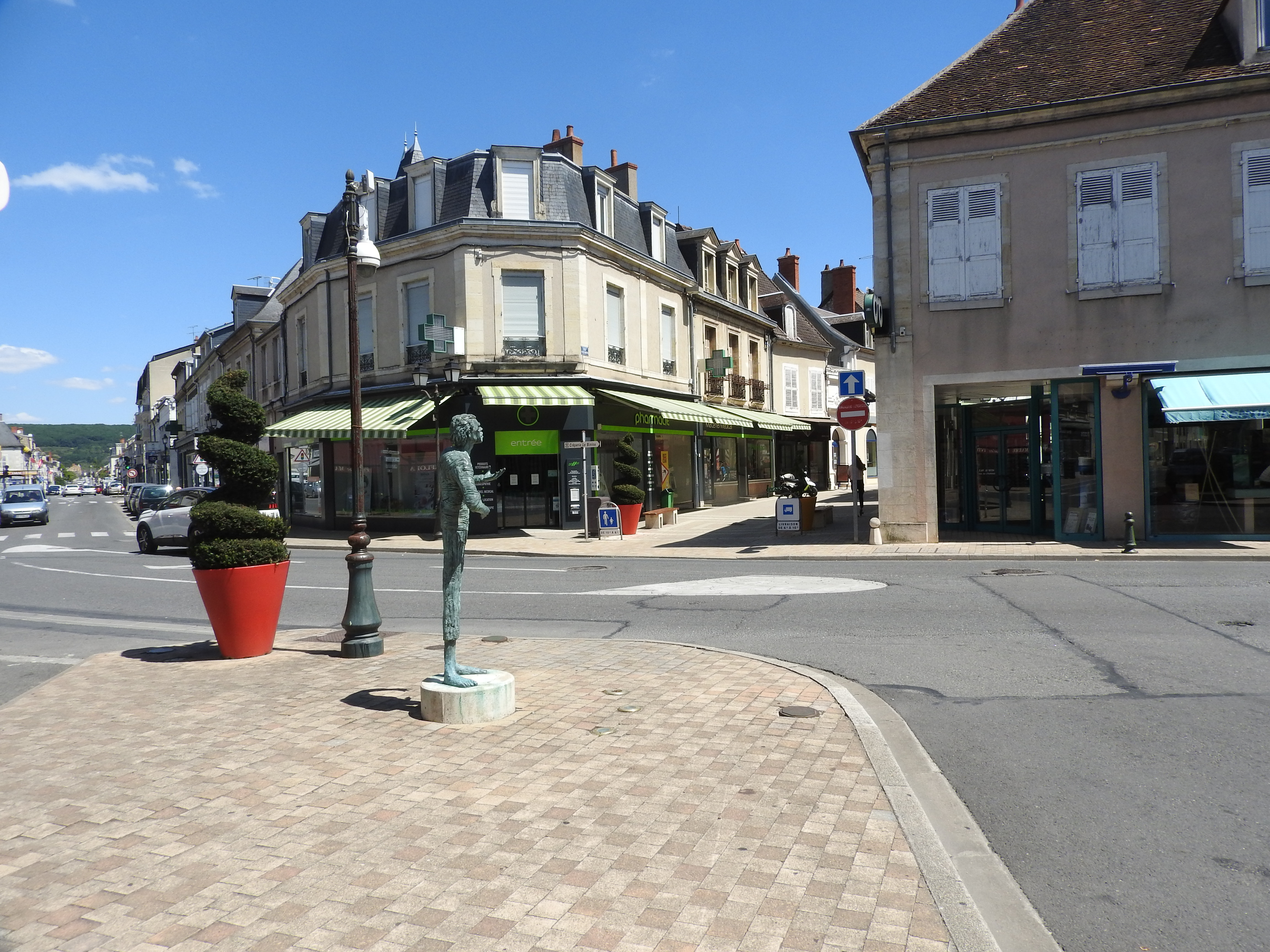
圣阿芒蒙龙镇中心街景

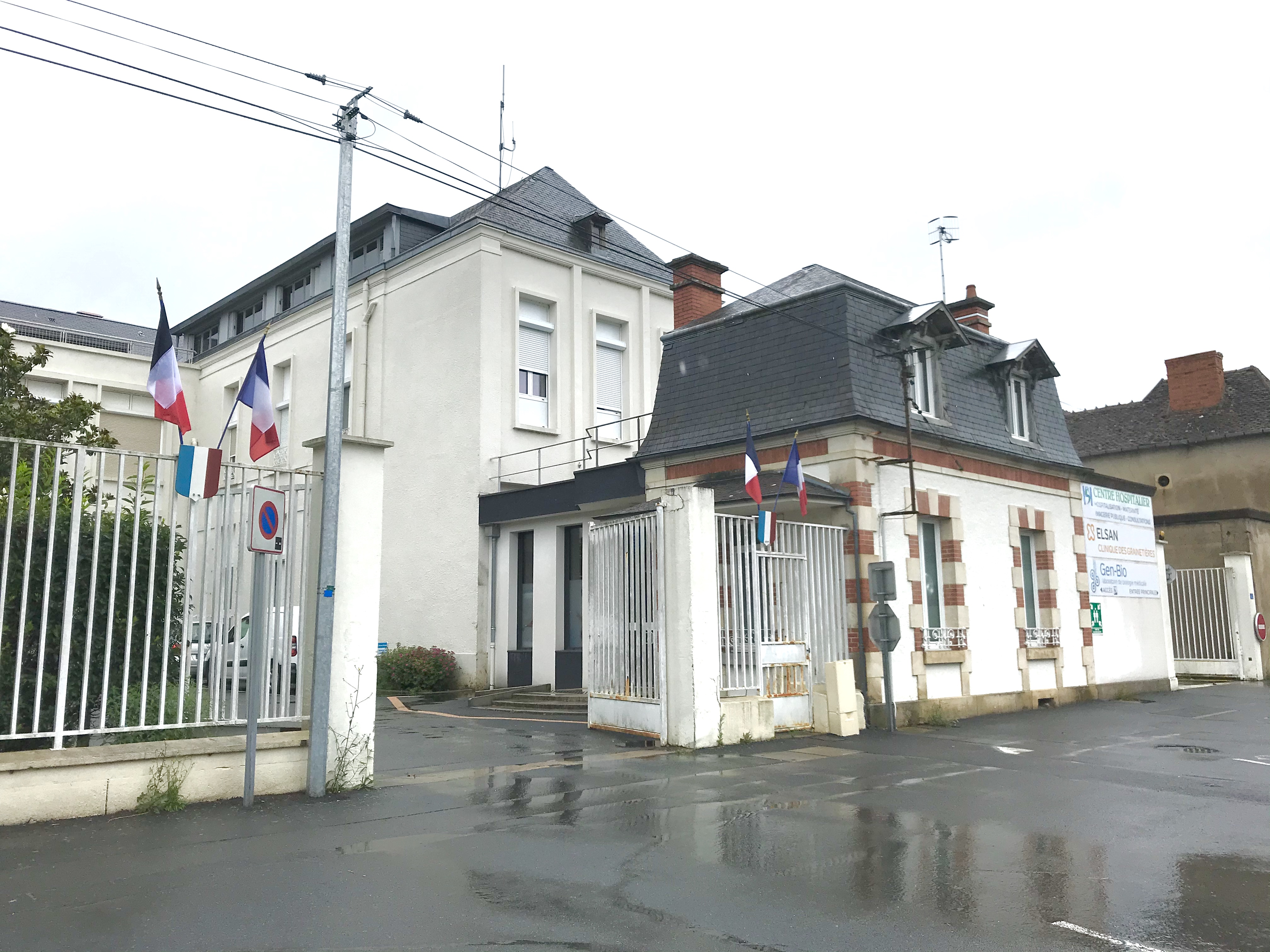
圣阿芒蒙龙中心医院

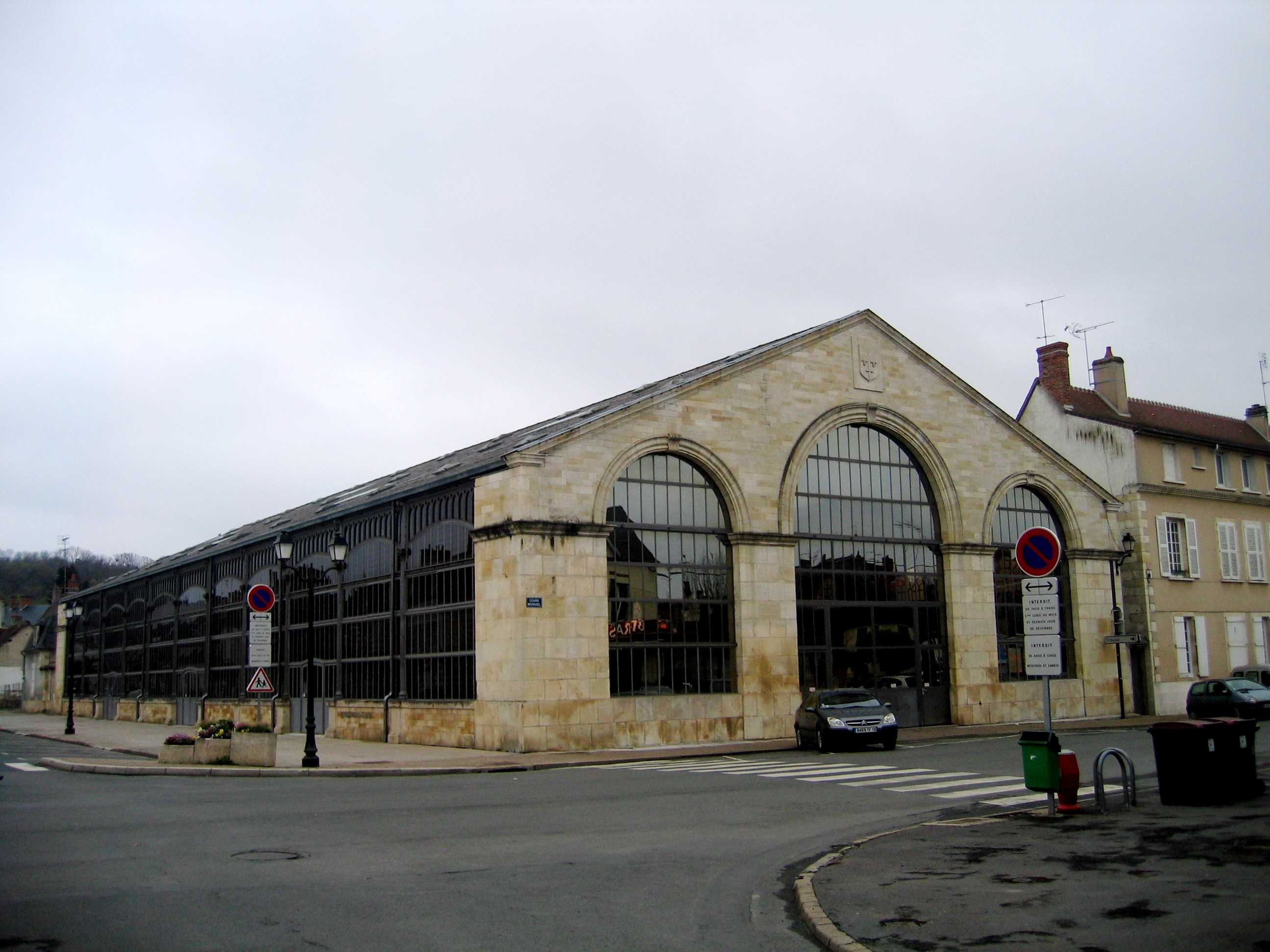
圣阿芒蒙龙集市大堂

### 教育
圣阿芒蒙龙属于奥尔良-图尔学区。截止2019年1月1日，圣阿芒蒙龙境内共有3所幼儿园、5所小学、2所初级中学、1所普通高中和2所职业高中。2018至2019学年度，圣阿芒蒙龙境内共有在校中等教育阶段学生1697名。

### 医疗
截止2019年1月1日，圣阿芒蒙龙境内共有全科医生7名、保健师5名、牙医6名、护士11名、耳科医生1名、眼科医生2名、皮肤科医生1名和妇科医生2名。境内共有药房6家、养老院3家、残疾人帮扶中心3家。
圣阿芒蒙龙中心医院（Centre Hospitalier de Saint-Amand-Montrond）是法国的一个区域性医疗机构，其主病区位于圣阿芒蒙龙市区西部，设有床位112个，是当地规模最大的公立综合性医院。

### 住房
2017年，圣阿芒蒙龙境内共有各类住房6,313套，其中64.5%为独立式居民区，35.2%为集中式居民区。常住房屋占圣阿芒蒙龙市镇范围内居民建筑总量的76.7%。
在住房保障政策方面，2017年，圣阿芒蒙龙境内共有1,564户家庭获得了住房经济补助，受益人数占总人口数量的16.6%，其中1,505份为房租补助。

### 商业
2019年，圣阿芒蒙龙境内共有各类实体商铺268家，其中餐厅26家、大型超市11家、杂货店2家、面包房7家、肉铺5家、书店5家、银行门店11家、美容美发店21家、汽车维修店13家。市区东部建有开放式商业街区，建有E.Leclerc超市。

### 体育
2019年，圣阿芒蒙龙境内共有1家游泳池、3间体育馆、1座综合体育场、8处网球场、6处足球或橄榄球场以及2处篮球或排球场。
截至2021年7月，圣阿芒蒙龙体育联盟（A.S. Saint-Amandois）是当地唯一的注册足球队。

### 环境
圣阿芒蒙龙的环境事务由其所属的公共社区负责。2019年，圣阿芒蒙龙境内共有4家污染企业。

### 治安
2019年，圣阿芒蒙龙市镇范围内有1处宪兵队。
2014年，圣阿芒蒙龙及附近地区共发生各类案件2,350起，其中盗窃类案件1,496起，经济类案件243起，毒品交易类案件75起。

## 文化
2019年，圣阿芒蒙龙境内有1家电影院和1家博物馆。圣阿芒蒙龙市政府提供多媒体中心，向公众全年开放。

### 建筑
圣阿芒蒙龙境内有多处历史建筑，其中蒙龙城堡遗址、圣阿芒教堂等为法国国家文物保护单位。

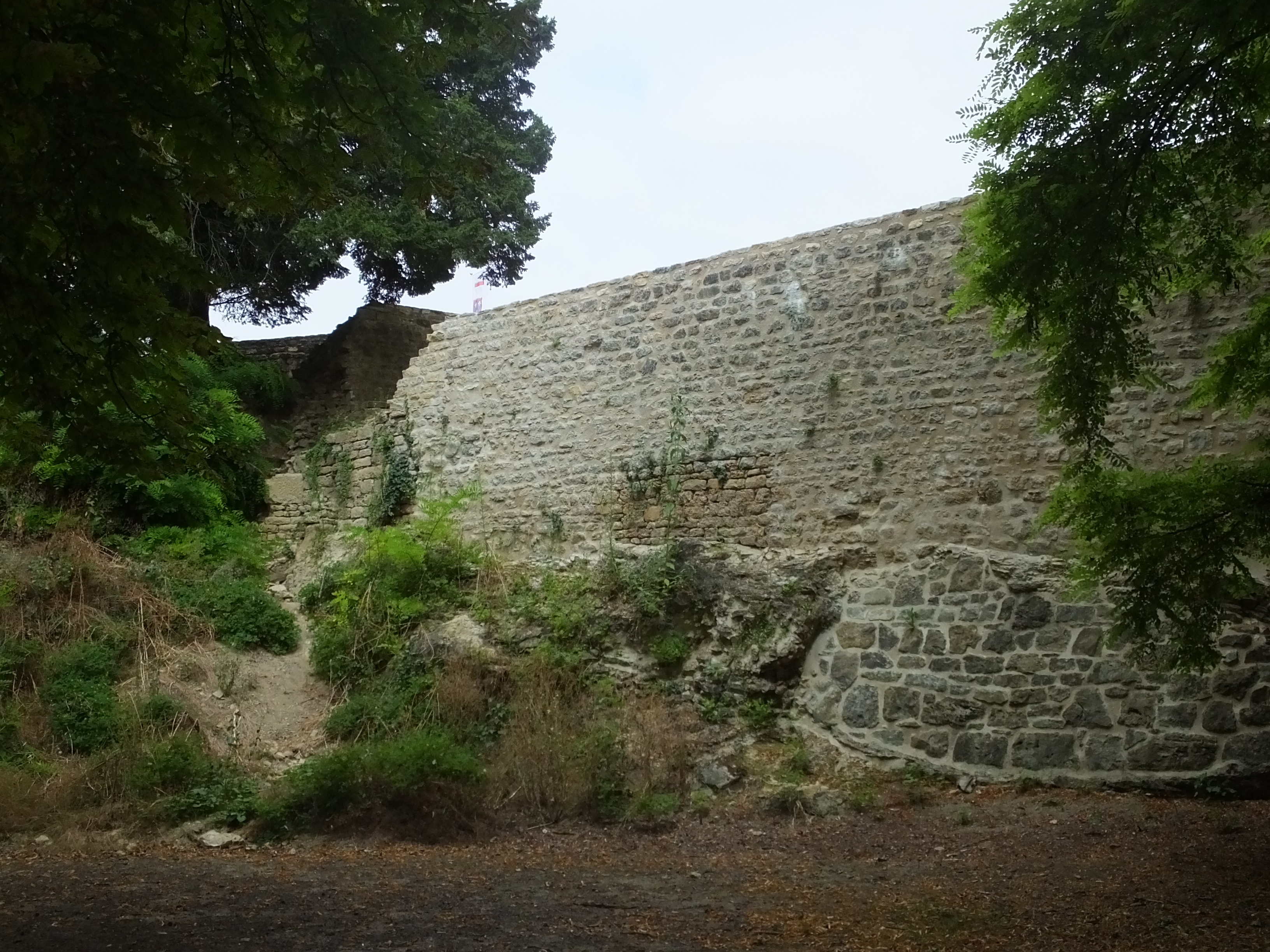
蒙龙城堡（法语：Château de Montrond (Saint-Amand-Montrond)）遗址
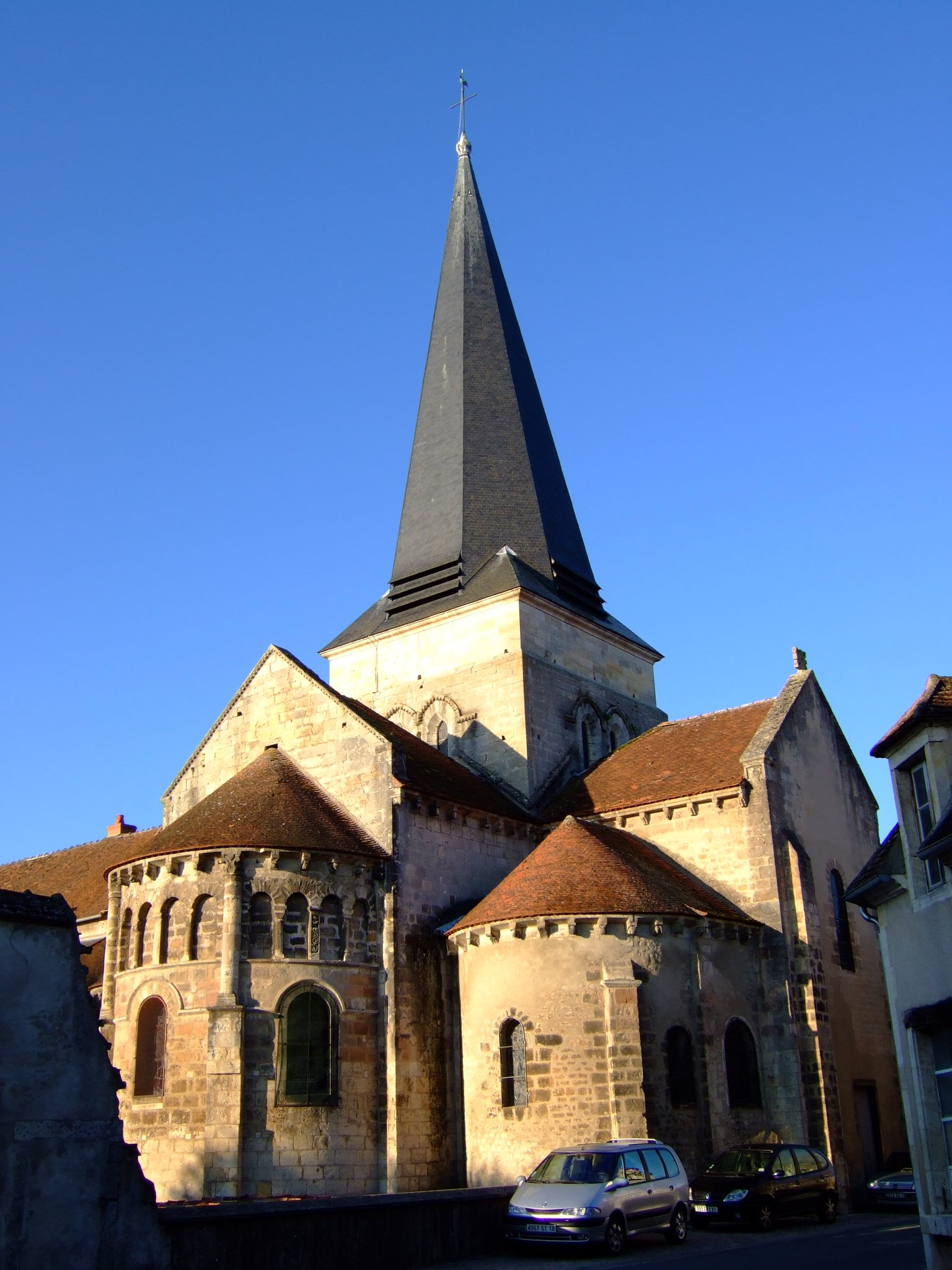
圣阿芒教堂（法语：Église Saint-Amand de Saint-Amand-Montrond）
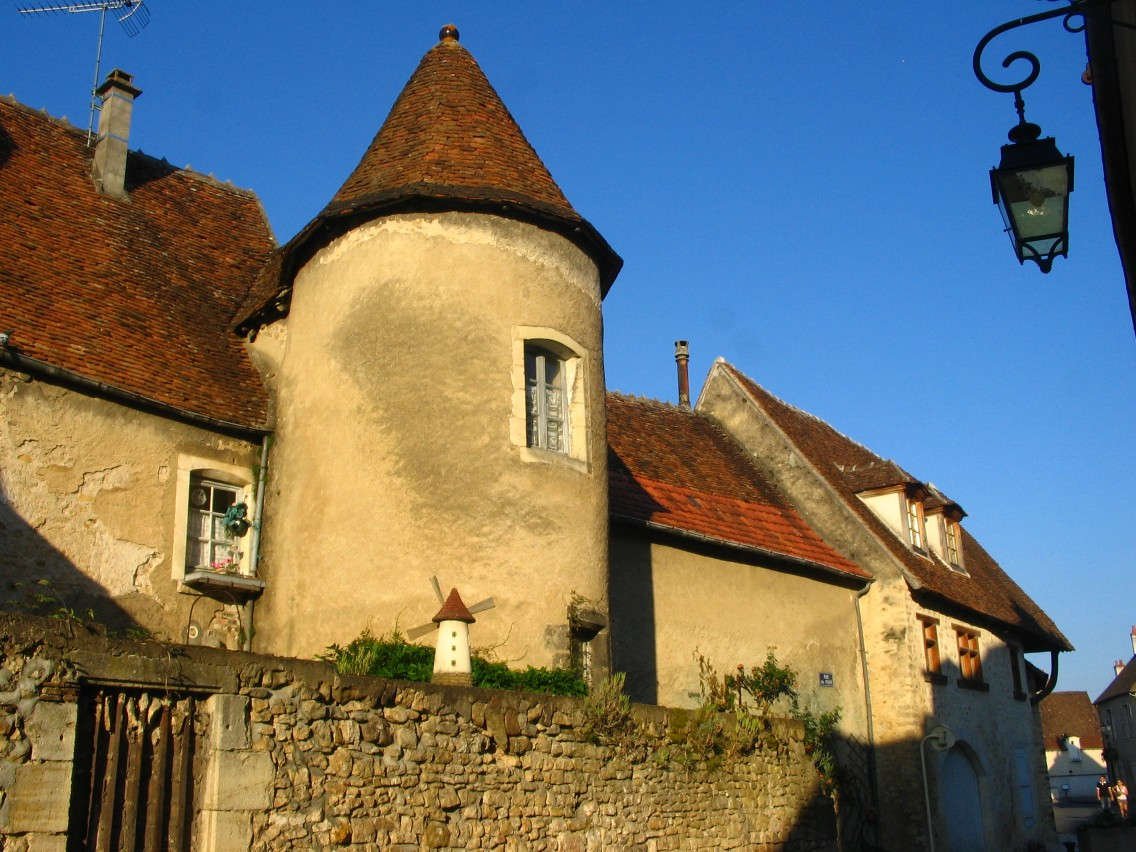
莫里永塔
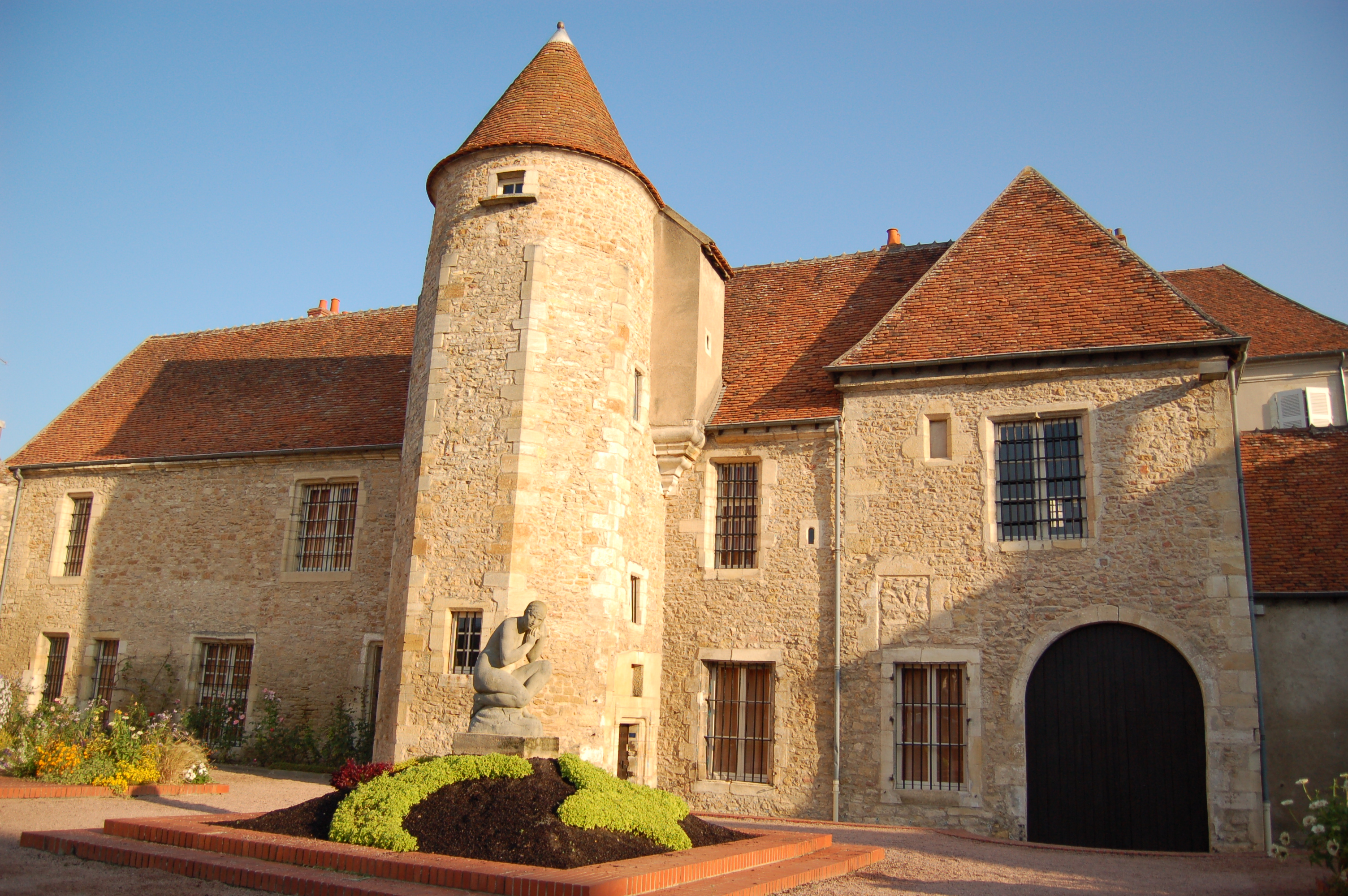
圣维博物馆
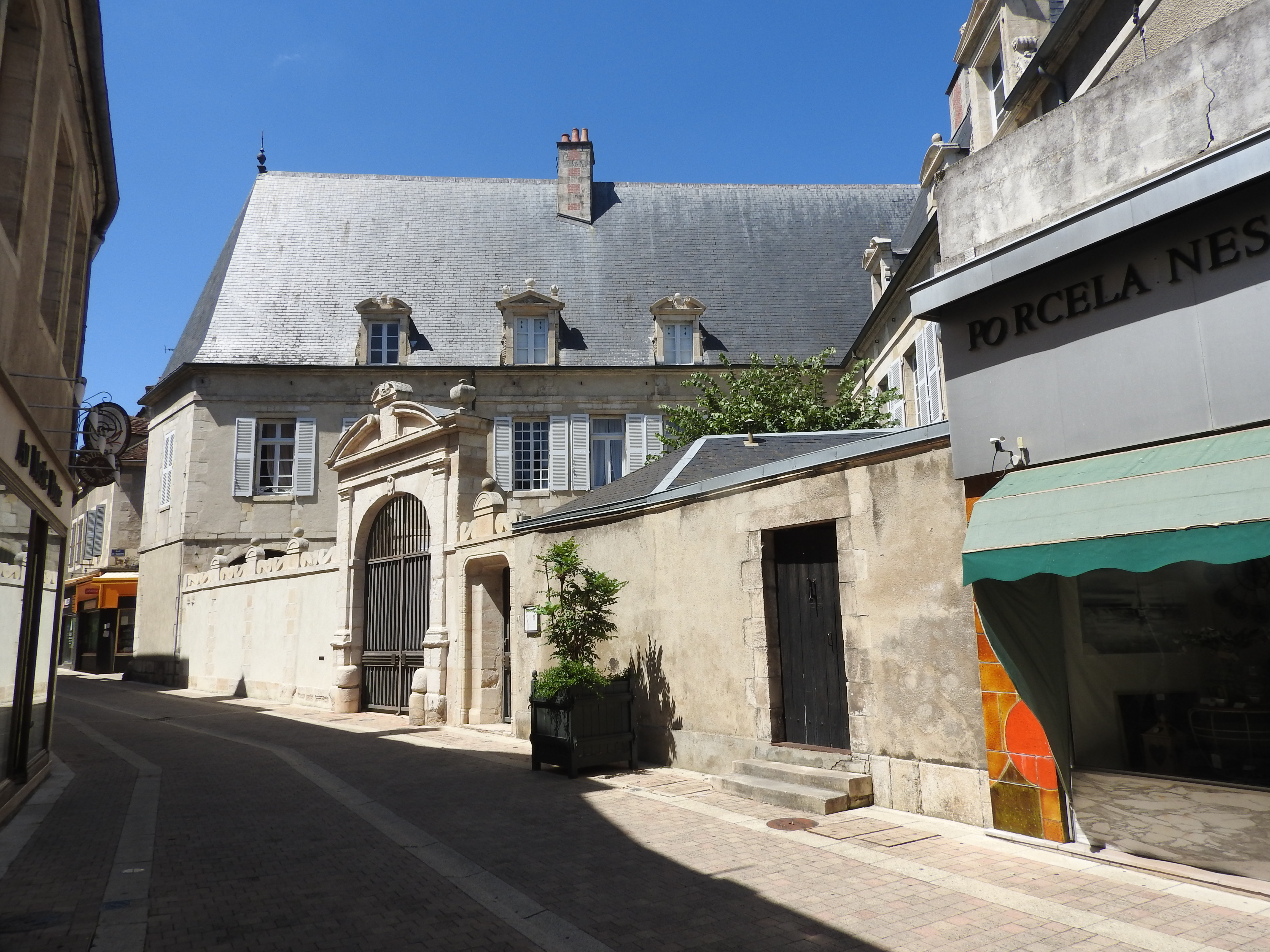
圣乔治楼
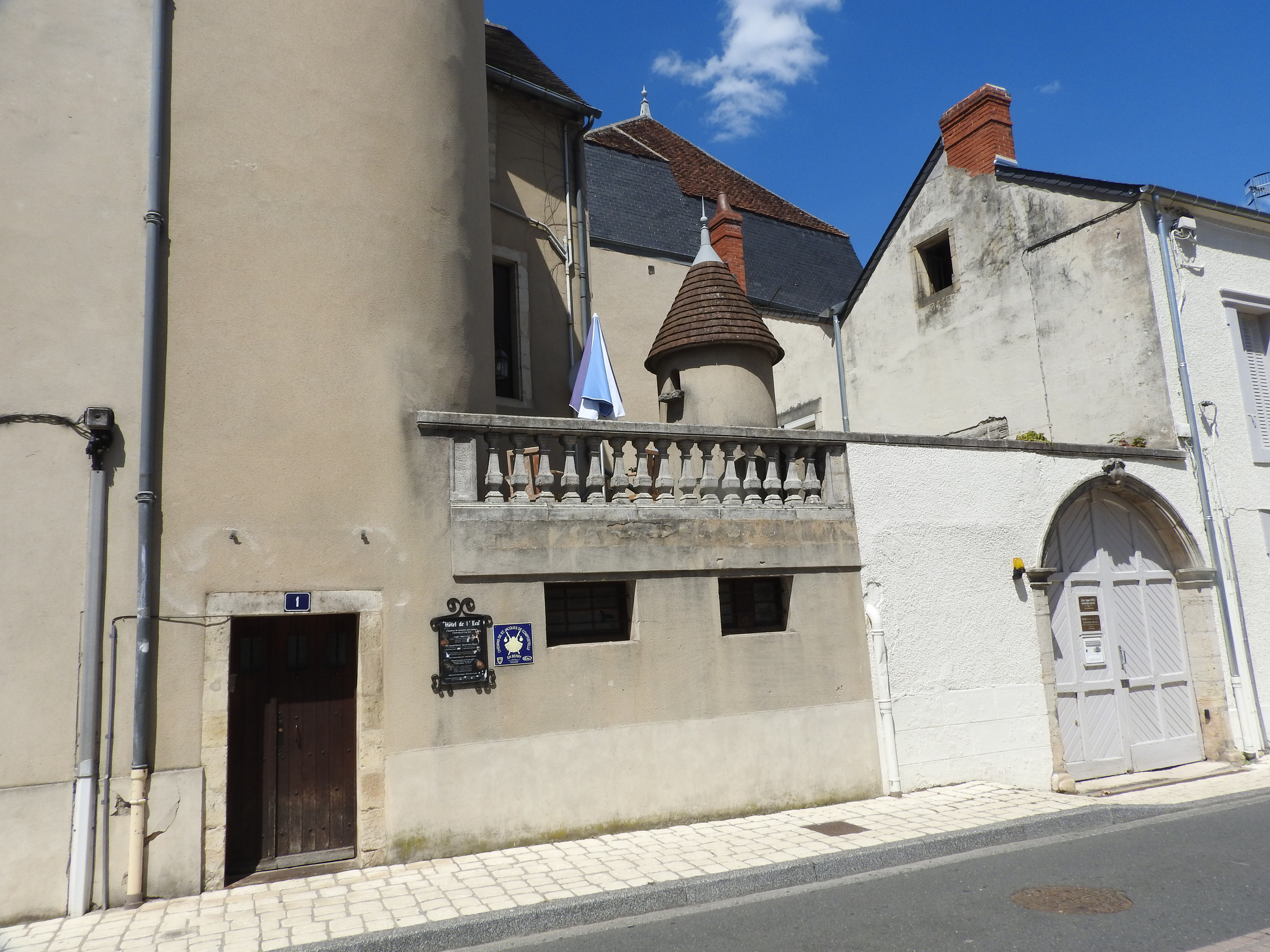
埃居楼
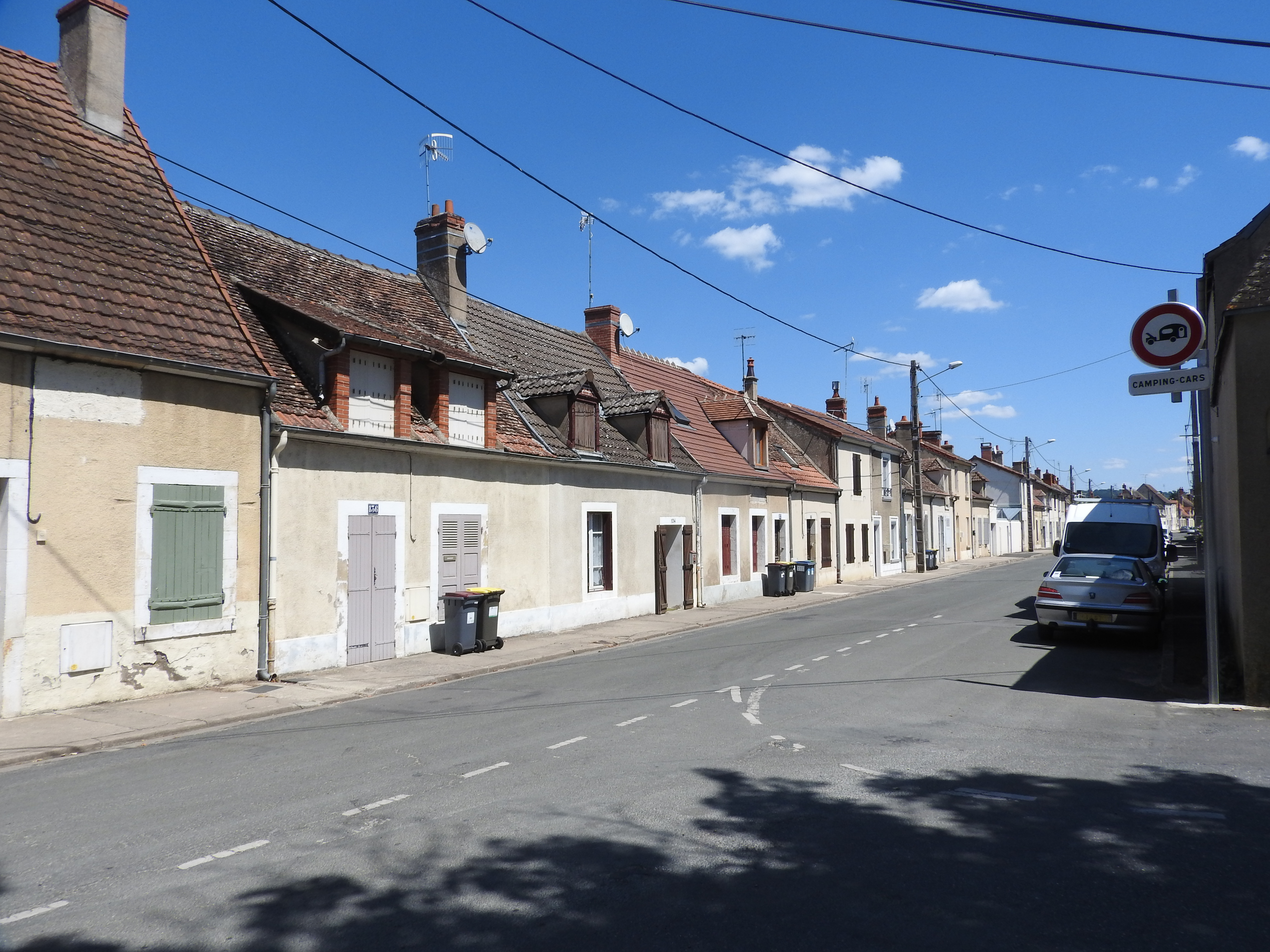
民居

### 旅游
圣阿芒蒙龙的旅游事务由其所属的公共社区负责。2020年，圣阿芒蒙龙境内共有4家酒店共计111间房间；另有1个露营地，可容纳共100辆露营车。

### 媒体
法国主要的媒体均可在圣阿芒蒙龙接收，法国电视三台下属的中央-卢瓦尔河谷大区频道在部分时段播出圣阿芒蒙龙所属区域的地方新闻。

## 相关人物
法国动物学家乔治·普吕沃、军事家路易·勒库安和自行车运动员朱利安·阿拉菲利普出生于圣阿芒蒙龙。

## 友好城市
截至2021年7月，圣阿芒蒙龙共与三座城市互为友好城市关系，其中圣阿芒蒙龙和里奥班巴是截至2021年7月唯一一对法国和厄瓜多尔之间的友好城市，当地建有友城促进交流组织：
- 德国 诺图尔恩
- 波蘭 奧特沃茨克
- 里奧班巴